# Balthasar Bekker
Balthasar Bekker (20 de marzo de 1634 – 11 de junio de 1698) era un ministro holandés y autor de trabajos filosóficos y teológicos. Fue una figura clave al final de las persecuciones de brujería en la Europa moderna temprana. Su trabajo más conocido es De Betoverde Weereld (1691), o El Mundial Embrujado (1695).

## Vida
Bekker Nació en Metslawier (Dongeradeel)  hijo de un alemán que era pastor de Bielefeld. Fue educado en Groningen, por Jacob Alting y e Franeker. Llegó a ser el rector de la escuela latina local, y fue nombrado en 1657  pastor en Oosterlittens (Littenseradiel). Fue uno de los primeros en predicar los domingos por la tarde. 
En 1679 trabajó en Ámsterdam, después de ser conducido desde Friesland. En 1683 viajó a Inglaterra y Francia. En pocos meses Bekker visitó Londres, Cambridge, Oxford, París y Leuven, mostrando un gran interés interés  en el arte de fortificación.

## Trabajos

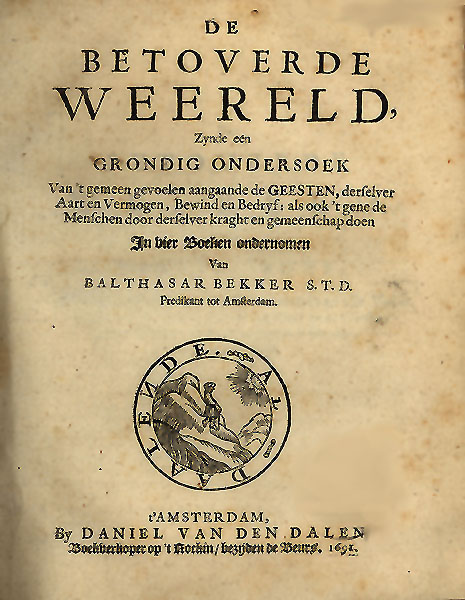
Cubierta de De betoverde weereld

Un discípulo entusiasta de Descartes, escribió muchos trabajos sobre filosofía y teología que  por su libertad de pensamiento despertó una considerable hostilidad. En su libro De Philosophia Cartesiana Bekker argumentó que teología y filosofía tenían su terreno separado y que la naturaleza solo puede ser explicada por la escritura y que la verdad teológica es deducida de la Naturaleza.
Su trabajo  más conocido era De Betoverde Weereld (1691), o El Mundial Embrujado (1695), en el que examina  los fenómenos generalmente adscritos a la temática espiritual. Ataca la creencia en hechicería y "posesión" por el diablo. De hecho, cuestiona la existencia del diablo.  El libro tuvo una gran repercusión y fue uno de los trabajos claves de la Ilustración Temprana en Europa. Puede que quizá el más polémico. Bekker se convirtió en una figura heroica que desafió  a un ejército de oscurantistas. Sin embargo, los ataques de Bekker hacia la caza de brujas ya habían aparecido casi un siglo antes con los esfuerzos del clero católico (jesuitas como Friedrich Spee o el inquisidor Alonso de Salazar y Frías) para desacreditar dichas cazas y ejecuciones relacionadas llevadas a cabo por autoridades civiles europeas, lo que llevó a que dichas prácticas fuesen residuales en países católicos  e incluso a que mujeres acusadas de brujería fuesen protegidas por las mismas autoridades de la Inquisición